# باولو بينيتي
باولو بينيتي (بالإيطالية: Paolo Benetti)‏ هو لاعب كرة قدم إيطالي، ولد في 28 أبريل 1965 في كورمانو في إيطاليا. لعب مع إيه سي ميلان ونادي أسكولي ونادي تريستينا ونادي سيينا ونادي فينيزيا ونادي كاتانزارو ونادي كاربي.